# Barra dos Coqueiros (ort)
Barra dos Coqueiros är en ort i Brasilien.   Den ligger i kommunen Barra dos Coqueiros och delstaten Sergipe, i den östra delen av landet, 1 300 km öster om huvudstaden Brasília. Barra dos Coqueiros ligger 7 meter över havet och antalet invånare är 28 586.
Terrängen runt Barra dos Coqueiros är mycket platt. Havet är nära Barra dos Coqueiros åt sydost. Trakten är tätbefolkad. Närmaste större samhälle är Aracaju, 3,6 km väster om Barra dos Coqueiros.